# Bistum Oppido Mamertina-Palmi
Das Bistum Oppido Mamertina-Palmi (lat.: Dioecesis Oppidensis-Palmarum, ital.: Diocesi di Oppido Mamertina-Palmi) ist eine in Italien gelegene römisch-katholische Diözese mit Sitz in Oppido Mamertina. Dort befindet sich die Kathedrale Santa Maria Assunta, die Kathedrale San Nicola in Palmi fungiert als Konkathedrale.

## Einzelnachweise

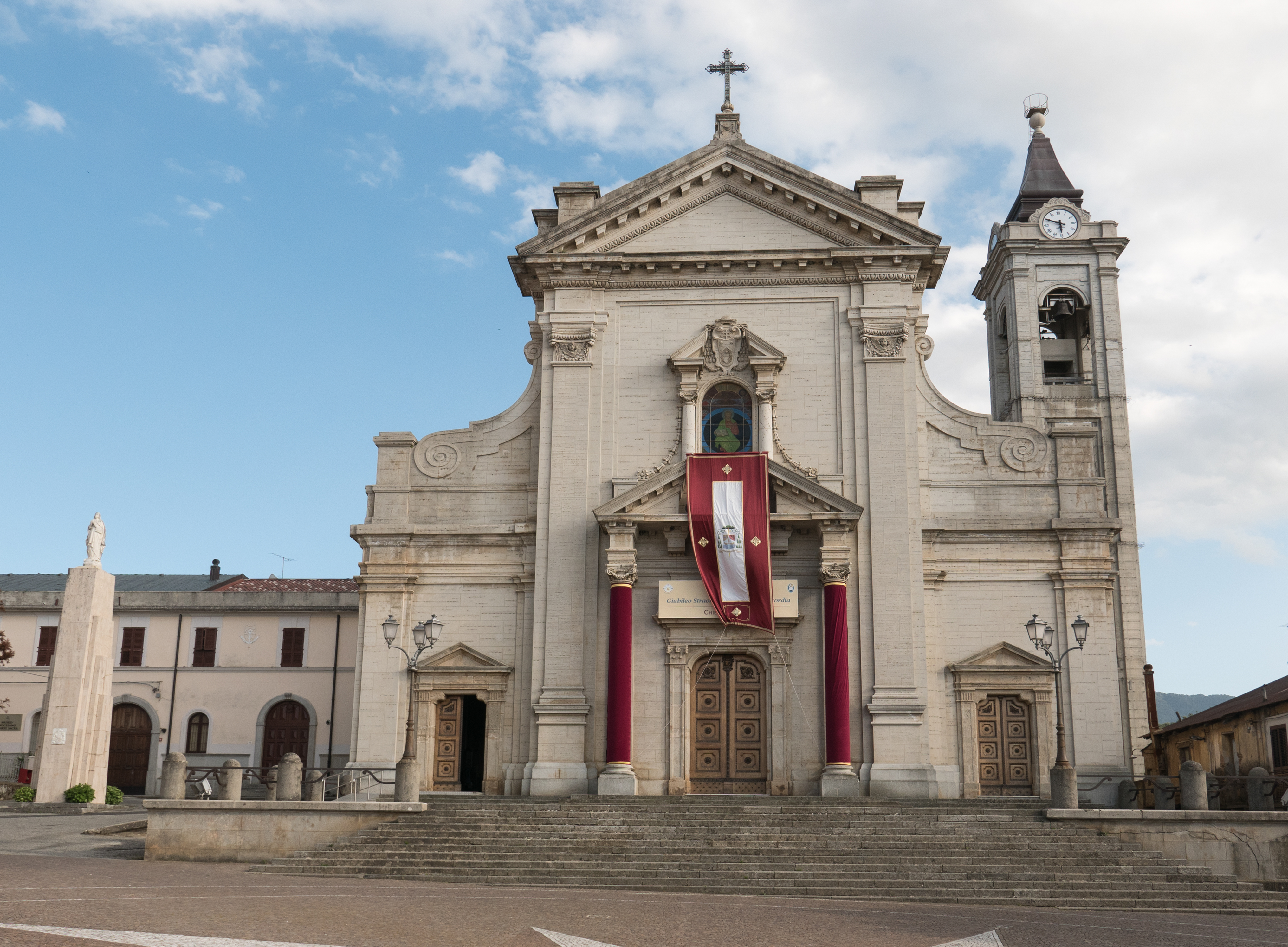
Kathedrale Santa Maria Assunta in Oppido Mamertina

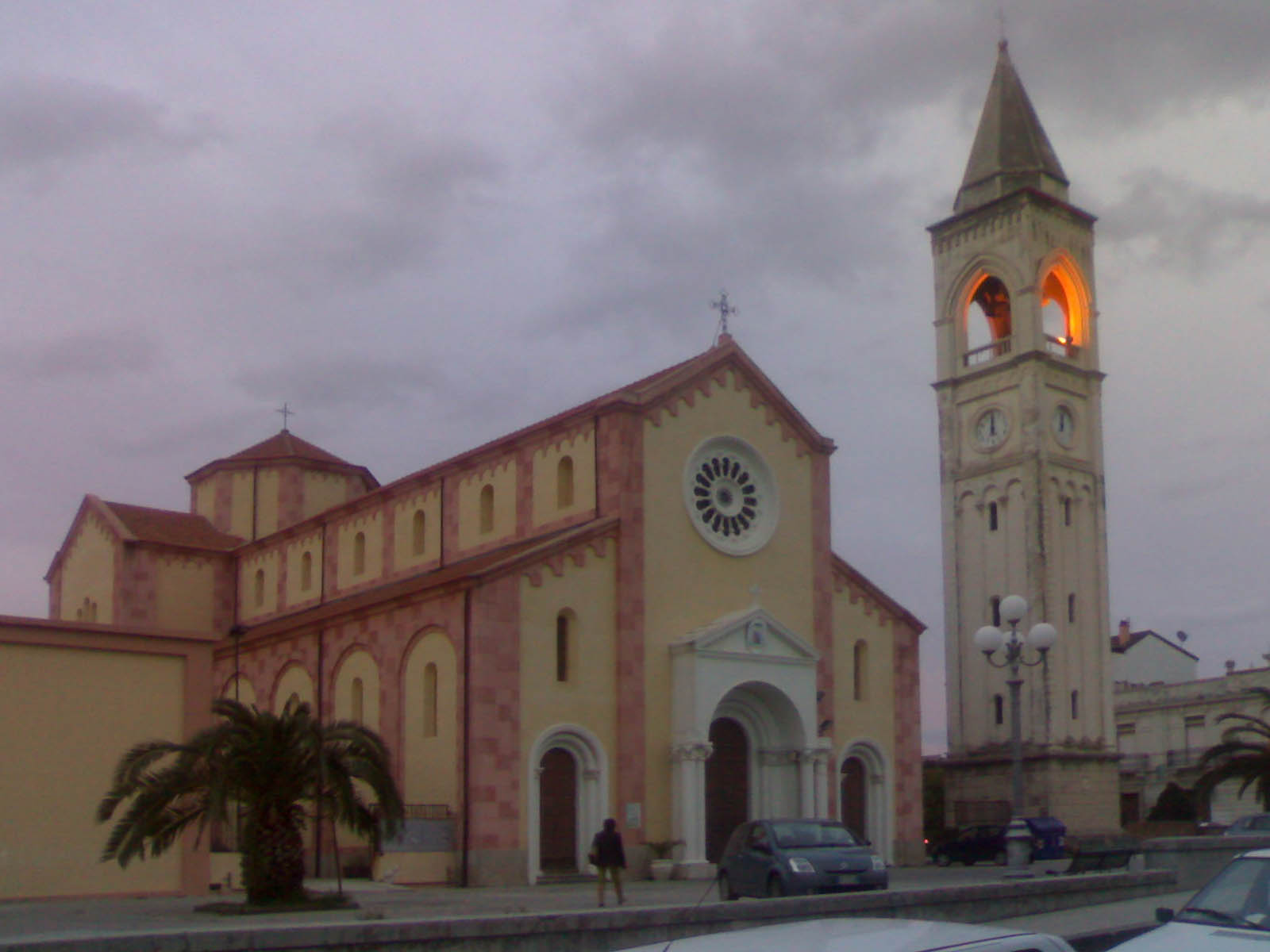
Konkathedrale San Nicola in Palmi

## Geschichte
Im 13. Jahrhundert wurde das Bistum Oppido Mamertina errichtet. Am 10. Juni 1979 wurde es durch die Kongregation für die Bischöfe mit dem Dekret Quo aptius in Bistum Oppido Mamertina-Palmi umbenannt.
Das Bistum Oppido Mamertina-Palmi ist dem Erzbistum Reggio Calabria-Bova als Suffraganbistum unterstellt. 